# Archidiecezja Dhaki
Archidiecezja Dhaki (łac. Archidioecesis Dhakensis; beng. ঢাকা মহাধর্মপ্রদেশ ) – jedna z dwóch archidiecezji obrządku łacińskiego w Bangladeszu, ze stolicą w Dhace. Erygowana 15 lutego 1850 przez Piusa IX jako wikariat apostolski Wschodniego Bengalu. Ustanowiona diecezją 1 września 1886 przez Leona XIII. Podniesiona do rangi archidiecezji 15 lipca 1950 przez Piusa XII.

## Historia
15 lutego 1850 erygowany został przez papieża Piusa IX wikariat apostolski Wschodniego Bengalu. Podniesiony został do rangi diecezji o tej samej nazwie 1 września 1886 przez Leona XIII. Rok później nazwa diecezji została zmieniona na Dacca. Pius XII podniósł ją 15 lipca 1950 do rangi archidiecezji metropolitalnej. Swoją obecną nazwę nosi od 19 października 1982, a w swej historii traciła czterokrotnie część terytorium na rzecz nowo powstałych diecezji: w 1927, 1952, 1987 oraz 2011.

## Główna świątynia
- Katedra Najświętszej Maryi Panny w Dhace.